# Joe Reekie
Joseph James „Joe“ Reekie (* 22. února 1965, Victoria) je bývalý kanadský hokejový obránce.

## Hráčská kariéra
Joe Reekie se narodil v Britské Kolumbii, ale svou juniorskou kariéru začal v Ontariu, kde hrál mimo jiné za Nepean Raiders a Pembroke Lumber Kings. Poté, co byl v roce 1982 vybrán na 143. místě týmem North Bay Centennials v Ontario Hockey League (OHL), pokračoval v hraní v nejvyšší juniorské lize v regionu. Po jeho první sezóně v OHL si ho Hartford Whalers vybrali na 124. místě v celkovém pořadí ve vstupním draftu NHL v roce 1983. V říjnu 1983 byl vyměněn do Cornwall Royals za kanadského útočníka Scotta Birnieho. V sezóně 1984–85 za Cornwallu si Reekie výrazně vylepšil osobní statistiky na 82 kanadských bodů ze 65 odehraných zápasů, takže byl znovu vybrán ve vstupním draftu NHL týmem Buffalo Sabres na 119. místě, draftován mohl být podruhé protože neměl podepsanou smlouvu s Hartford Whalers. Reekie se poté přesunul do organizace Sabres, kde se v následujících čtyřech sezónách definitivně neprosadil v National Hockey League (NHL). Hrál především za Rochester Americans v American Hockey League (AHL), než vynechal velkou část sezón 1987–88 a 1988–89 kvůli zranění kolena.
V červnu 1989 byl vyměněn do New York Islanders za volbu v šestém kole vstupního draftu NHL 1989 (touto volbou byl vybrán americký brankář Bill Pye). V Islanders byl Reekie posílán na farmu jen sporadicky aby dostával více herního času v NHL. 18. června 1992 byl vybrán v rozšiřovacím draftu NHL nově vzniklým týmem Tampa Bay Lightning a rovnou podepsal s klubem smlouvu. Po roce a půl stráveném v organizaci Lightning byl v březnu 1994 vyměněn do Washingtonu Capitals za kanadského obránce Enrica Cicconeho a volbu ve třetím kole vstupního draftu NHL 1994 a další podmíněnou volbu v draftu. Většinu své kariéry strávil v dresu Capitals, za který odehrál přes 500 zápasů během následujících osmi let. Největším úspěchem týmu v tomto období bylo postup do finále Stanley Cupu v roce 1998, ve kterém prohrál 0:4 s Detroitem Red Wings. Reekie se stal v Capitals čtyřikrát nejlepším hráčem v pobytu na ledě (+/-), tím jsi získal na začátku října 1999 zajistil prodloužení smlouvu o následující tři roky v hodnotě přes 4 milióny dolarů . V lednu 2002 ho Capitals vyměnili do Chicaga Blackhawks za volbu ve čtvrtém kole vstupního draftu NHL 2002 (touto volbou byl vybrán český útočník Petr Dvořák). Na konci ledna 2003 oznámil konec hráčské kariéry , celkem odehrál v NHL 953 zápasů a nasbíral 171 bodů jako klasický defenzivně orientovaný obránce. Po odchodu do důchodu pracoval jako televizní komentátor na Comcast SportsNet.

## Prvenství
- Debut v NHL – 10. ledna 1986 (Buffalo Sabres proti Toronto Maple Leafs)
- První asistence v NHL – 5. prosince 1986 (Buffalo Sabres proti St. Louis Blues)
- První gól v NHL – 5. dubna 1987 (Buffalo Sabres proti Hartford Whalers, kanadskému brankáři Steve Weeks)

## Klubová statistika
| Sezóna       | Klub                       | Soutěž       |     | Základní část | Základní část | Základní část | Základní část | Základní část |   | Play off | Play off | Play off | Play off | Play off |
| Sezóna       | Klub                       | Soutěž       | Z   | G             | A             | B             | TM            | Z             | G | A        | B        | TM       |          |          |
| 1982–83      | North Bay Centennials      | OHL          | 59  | 2             | 9             | 11            | 49            | 8             | 0 | 1        | 1        | 11       |          |          |
| 1983–84      | North Bay Centennials      | OHL          | 9   | 1             | 0             | 1             | 18            | —             | — | —        | —        | —        |          |          |
| 1983–84      | Cornwall Royals            | OHL          | 53  | 6             | 27            | 33            | 166           | 3             | 0 | 0        | 0        | 4        |          |          |
| 1984–85      | Cornwall Royals            | OHL          | 65  | 19            | 63            | 82            | 134           | 9             | 4 | 13       | 17       | 18       |          |          |
| 1985–86      | Rochester Americans        | AHL          | 77  | 3             | 25            | 28            | 178           | —             | — | —        | —        | —        |          |          |
| 1985–86      | Buffalo Sabres             | NHL          | 3   | 0             | 0             | 0             | 14            | —             | — | —        | —        | —        |          |          |
| 1986–87      | Rochester Americans        | AHL          | 22  | 0             | 6             | 6             | 52            | —             | — | —        | —        | —        |          |          |
| 1986–87      | Buffalo Sabres             | NHL          | 56  | 1             | 8             | 9             | 82            | —             | — | —        | —        | —        |          |          |
| 1987–88      | Buffalo Sabres             | NHL          | 30  | 1             | 4             | 5             | 68            | 2             | 0 | 0        | 0        | 4        |          |          |
| 1988–89      | Rochester Americans        | AHL          | 21  | 1             | 2             | 3             | 56            | —             | — | —        | —        | —        |          |          |
| 1988–89      | Buffalo Sabres             | NHL          | 15  | 1             | 3             | 4             | 26            | —             | — | —        | —        | —        |          |          |
| 1989–90      | Springfield Indians        | AHL          | 15  | 1             | 4             | 5             | 24            | —             | — | —        | —        | —        |          |          |
| 1989–90      | New York Islanders         | NHL          | 31  | 1             | 8             | 9             | 43            | —             | — | —        | —        | —        |          |          |
| 1990–91      | Capital District Islanders | AHL          | 2   | 1             | 0             | 1             | 0             | —             | — | —        | —        | —        |          |          |
| 1990–91      | New York Islanders         | NHL          | 66  | 3             | 16            | 19            | 96            | —             | — | —        | —        | —        |          |          |
| 1991–92      | Capital District Islanders | AHL          | 3   | 2             | 2             | 4             | 2             | —             | — | —        | —        | —        |          |          |
| 1991–92      | New York Islanders         | NHL          | 54  | 4             | 12            | 16            | 85            | —             | — | —        | —        | —        |          |          |
| 1992–93      | Tampa Bay Lightning        | NHL          | 42  | 2             | 11            | 13            | 69            | —             | — | —        | —        | —        |          |          |
| 1993–94      | Tampa Bay Lightning        | NHL          | 73  | 1             | 11            | 12            | 127           | —             | — | —        | —        | —        |          |          |
| 1993–94      | Washington Capitals        | NHL          | 12  | 0             | 5             | 5             | 29            | 11            | 2 | 1        | 3        | 29       |          |          |
| 1994–95      | Washington Capitals        | NHL          | 48  | 1             | 6             | 7             | 97            | —             | — | —        | —        | —        |          |          |
| 1995–96      | Washington Capitals        | NHL          | 78  | 3             | 7             | 10            | 149           | —             | — | —        | —        | —        |          |          |
| 1996–97      | Washington Capitals        | NHL          | 65  | 1             | 8             | 9             | 107           | —             | — | —        | —        | —        |          |          |
| 1997–98      | Washington Capitals        | NHL          | 68  | 2             | 8             | 10            | 70            | 21            | 1 | 2        | 3        | 20       |          |          |
| 1998–99      | Washington Capitals        | NHL          | 73  | 0             | 10            | 10            | 68            | —             | — | —        | —        | —        |          |          |
| 1999–00      | Washington Capitals        | NHL          | 59  | 0             | 7             | 7             | 50            | 5             | 0 | 1        | 1        | 2        |          |          |
| 2000–01      | Washington Capitals        | NHL          | 74  | 2             | 9             | 11            | 77            | 4             | 0 | 0        | 0        | 4        |          |          |
| 2001–02      | Washington Capitals        | NHL          | 38  | 2             | 4             | 6             | 41            | —             | — | —        | —        | —        |          |          |
| 2001–02      | Chicago Blackhawks         | NHL          | 17  | 0             | 2             | 2             | 28            | 1             | 0 | 0        | 0        | 2        |          |          |
| Celkem v NHL | Celkem v NHL               | Celkem v NHL | 902 | 25            | 139           | 164           | 1326          | 51            | 3 | 4        | 7        | 63       |          |          |